# Kim Kardashian
Pour les articles homonymes, voir Kardashian.
Kim Kardashian, née le 21 octobre 1980 à Los Angeles, Californie, est une personnalité médiatique, mondaine, femme d'affaires, mannequin et actrice américaine.
Elle attire d'abord l'attention des médias en tant qu'amie et styliste de Paris Hilton, mais elle est davantage remarquée après la sortie de sa sextape, Kim Kardashian, Superstar tournée en 2003 avec son petit ami de l'époque, le rappeur Ray J et publiée en 2007. La même année, sa famille et elle apparaissent dans la série de téléréalité L'Incroyable Famille Kardashian, diffusée jusqu'en 2021 sur la chaîne Entertainment Television. Son succès entraîne la création des séries dérivées : Les Kardashian à New York (2011-2012), Les Sœurs Kardashian à Miami (2009-2013) et Les Kardashian sur la plateforme Hulu (depuis 2022).
Elle développe une présence significative en ligne et sur les réseaux sociaux, comprenant des centaines de millions d'abonnés sur Twitter et Instagram. Avec ses sœurs Kourtney et Khloé, elle lance une chaîne de boutiques de mode Dash, ouverte entre 2006 et 2018. Kim Kardashian fonde KKW Beauty et KKW Fragrance en 2017, ainsi que la société de sous-vêtements et vêtements modelants Skims en 2019. Elle commercialise divers produits liés à son nom, tels que le jeu mobile Kim Kardashian: Hollywood en 2014 et le livre de photos Selfish en 2015. Elle joue dans plusieurs films comme Film catastrophe en 2008, Tentation : Confessions d'une femme mariée en 2013, dans la 12e saison de la série d'horreur American Horror Story en 2023 et prête sa voix au film La Pat' Patrouille, le film en 2021.
Le magazine Time inclut Kim Kardashian dans sa liste des 100 personnes les plus influentes de l'année 2015. Ses détracteurs comme ses admirateurs estiment qu'elle incarne la célébrité. Selon Forbes, sa fortune est estimée à 1,7 milliard de dollars américains en 2025. Elle est devenue plus active politiquement en faisant du lobbying pour la réforme des prisons et la grâce, et suit actuellement un apprentissage du droit de quatre ans supervisé par l'association juridique à but non lucratif Dream Corps. Sa relation avec le rappeur américain Kanye West est également très médiatisée ; ils sont restés mariés de 2014 à 2022 et ont quatre enfants ensemble.

## Jeunesse
Kimberly Noel Kardashian est née le 21 octobre 1980 à Los Angeles, en Californie, de Robert Kardashian, avocat et de Kris Houghton, femme d'affaires,. Elle a une sœur aînée, Kourtney, une sœur cadette, Khloé, et un frère cadet, Robert Jr,. Leur mère est d'origine écossaise et néerlandaise, tandis que leur père est un Arméno-Américain de la 3e génération. En 1991, leurs parents divorcent et leur mère épouse Bruce Jenner, vainqueur du décathlon aux Jeux olympiques d'été de 1976. À la suite de ce second mariage, elle a des demi-frères : Burton, Brandon et Brody et trois demi-sœurs, Casey, Kendall et Kylie,.
Elle étudie à la Marymount High School, une école catholique de Los Angeles réservée aux filles. En 1994, son père défend le footballeur O. J. Simpson lors de son procès pour meurtre,. Ce dernier est le parrain de Kim Kardashian. Pendant son adolescence, la jeune femme est une amie proche de Nicole Richie et de Paris Hilton, ce qui attire l'attention des médias. Elle entre chez Body, un magasin de vêtements local à Encino, en Californie, où elle reste quatre ans et assiste à l'ouverture du magasin de Calabasas et après son premier mariage, elle démissionne. Son père meurt d'un cancer de l'œsophage en 2003.

## Carrière

### 2003 - 2006: Ses débuts
En 2003, elle est la styliste personnelle de la chanteuse et actrice de rhythm and blues Brandy Norwood. Sonja Norwood, déclare qu'en 2004, elle autorise la styliste à effectuer un seul achat sur sa carte de crédit American Express et que, malgré cela, les sœurs Kardashian auraient débité plus de 120 000 dollars de frais non autorisés sur cette carte. Sonja Norwood affirme également que la majeure partie des dépenses est imputable à des achats effectués dans la boutique familiale des Kardashian en 2006 et 2007, malgré sa démission auprès de Brandy. Sonja Norwood affirme ne pas avoir porté plainte au pénal à la demande de ses enfants, mais qu'elle s'est plainte directement auprès de son employée, qui s'excuse et promet de rembourser la dette. En 2008, aucun paiement n'ayant été effectué, Sonja Norwood intente une action en justice. Kim Kardashian dément toutes les allégations. En 2009, les parties sont parvenues à un accord confidentiel et les poursuites judiciaires sont abandonnées,.
En 2006, la styliste travaille pour Paris Hilton, une amie d'enfance. Kim Kardashian apparaît dans plusieurs épisodes de la téléréalité The Simple Life et elle est souvent photographiée accompagnant Paris Hilton à des événements et des fêtes. Sheeraz Hasan, un chargé des relations publiques de Paris Hilton, a rencontré Kim Kardashian et sa mère Kris Jenner en 2005 et déclare lors d'une émission  en 2020 que « Kim Kardashian est prête à tout pour créer une marque à succès ». Rick Mendozza, photographe auprès du tabloïd TMZ, relate dans l'émission que, lorsque Kim Kardashian accompagne Paris Hilton à Hollywood, les tabloïds lui réclament des photos de Kardashian durant trois ans. En 2021, Kim Kardashian affirme que « Hilton m'a littéralement donné une carrière et j'en suis totalement reconnaissante »,.

### 2007 - 2010: Découverte

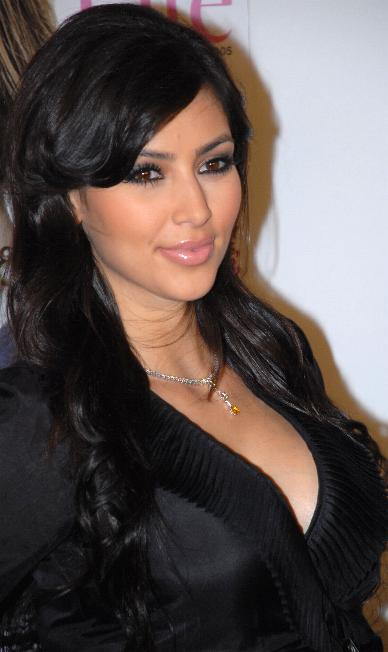
Kim Kardashian à la septième édition des Hollywood Life Magazine Awards en 2007.

En février 2007, une sextape réalisée en 2003 par la jeune femme et son petit ami fuite sur Internet et elle est très remarquée. Kim Kardashian intente un procès contre la société Vivid Entertainment pour avoir distribué le film sous le nom de Kim Kardashian, Superstar. Elle abandonne les poursuites trois mois plus tard et conclut un accord pour un montant de 5 millions de dollars américains, autorisant Vivid à vendre des copies de la cassette. Les ventes s'élèvent à près de 1,5 million de dollars au cours des six premières semaines. Quelques mois plus tard, la famille Kardashian est le sujet principal de la série L'Incroyable Famille Kardashian. C'est un succès pour la chaîne E!, qui crée dans la foulée plusieurs séries dérivées. Les médias critiquent la jeune femme et sa famille pour avoir utilisé la sex tape comme un coup de publicité pour promouvoir leur émission de téléréalité,.

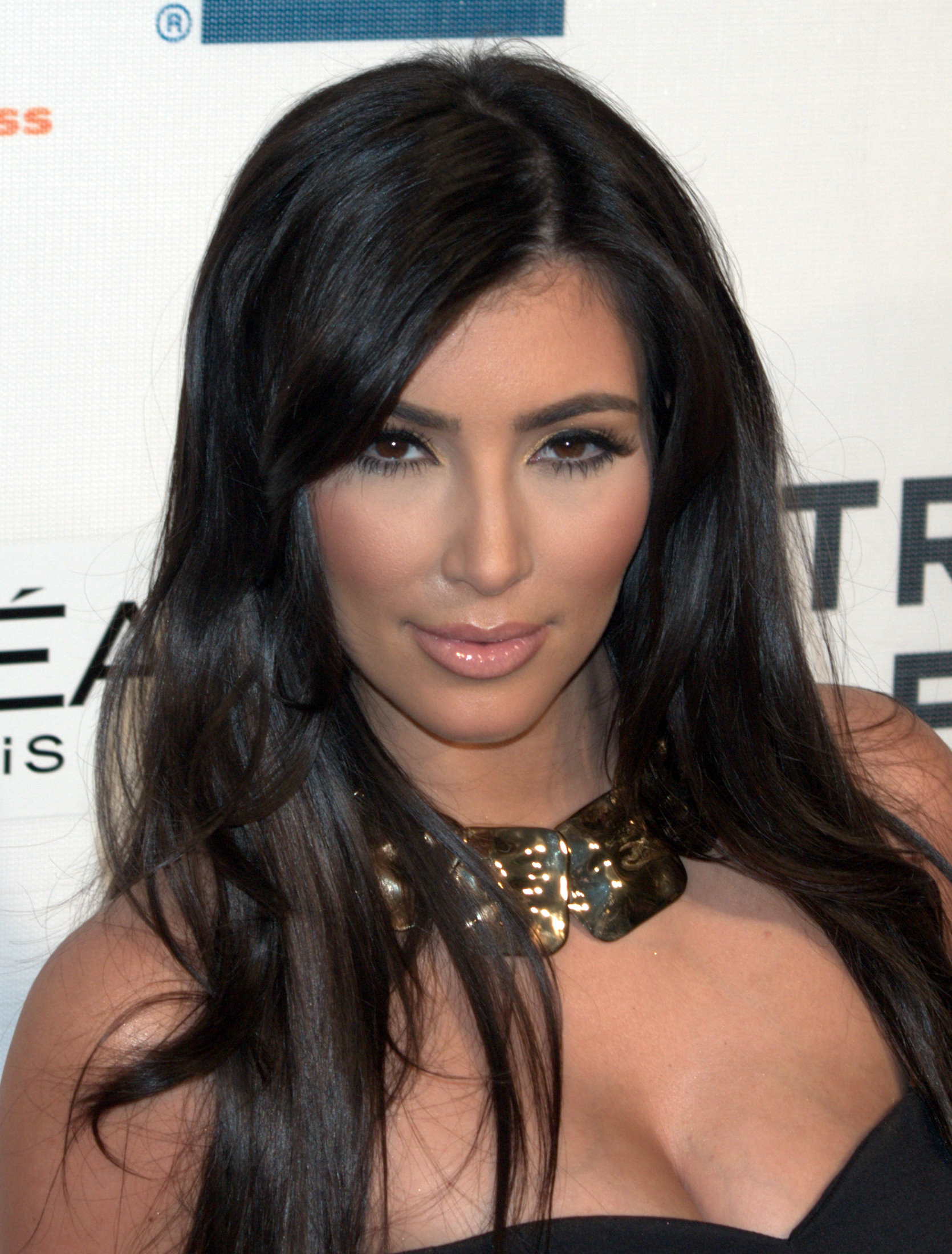
Kim Kardashian au festival du film de Tribeca en 2009 pour la première du film Wonderful World.

Kim Kardashian pose pour le numéro de décembre 2007 de Playboy et fait la couverture du numéro de novembre 2010 pour la version roumaine du magazine, qui titre la photo Poezia Unui Fund Bombat (« Poésie d'un fessier gonflé »),. Elle joue le rôle de Lisa au cinéma, aux côtés de l'actrice Carmen Electra, dans le film Film catastrophe,. En 2008, la jeune femme participe à l'émission Dancing with the Stars, elle est en binôme avec le danseur Mark Ballas et est la troisième candidate à être éliminée,. Fusion Beauty et Seven Bar Foundation lancent la campagne Kiss Away Poverty (« La pauvreté, un baiser pour s'en sortir »), dont Kim Kardashian est l'égérie en septembre 2009. Pour chaque gloss vendu, un dollar est reversé à la fondation pour financer des entrepreneuses aux États-Unis. En octobre, elle commercialise son premier parfum, « Kim Kardashian ». Elle publie des DVD d'exercices,, est jurée de WrestleMania XXIV dans l'émission Top Model USA, et fait des apparitions dans les séries télévisées telles que How I Met Your Mother,, Makaha Surf et Les Experts : Manhattan,.
En 2010, Kim Kardashian fait de la publicité, par exemple pour les produits alimentaires de la marque Carl’s Jr.. Le 1er juillet, la succursale new-yorkaise du musée Madame Tussauds dévoile une statue de cire à l'effigie de la jeune femme. Les sœurs Kardashian publient une autobiographie intitulée Kardashian Konfidential le 23 novembre classé dans les meilleures ventes par le journal The New York Times. En décembre, Kim Kardashian tourne un clip pour la chanson Jam (Turn It Up), réalisé par Hype Williams et dans lequel le rappeur américain Kanye West fait une apparition. La chanson est produite par The-Dream et Tricky Stewart. Lorsqu'on lui demande si un album est en préparation, la jeune femme répond : « Il n'y a pas d'album en préparation, juste une chanson que nous avons faite pour la série Les Kardashian à New York, et le clip est réalisé par Hype Williams, dont la moitié des bénéfices est reversée à une fondation contre le cancer, parce que l'un des parents de The-Dream et l'un de mes parents sont décédés d'un cancer. Il s'agit simplement de s'amuser pour une bonne cause ». La même année, elle est productrice de The Spin Crowd., une émission de téléréalité sur une société de relations publiques de New York dirigée par Jonathan Cheban et Simon Huck, participe à la dixième saison de The Apprentice et joue un rôle avec ses sœurs dans un épisode de la troisième saison de la série 90210,.

### 2011 - 2016: Exposition permanente

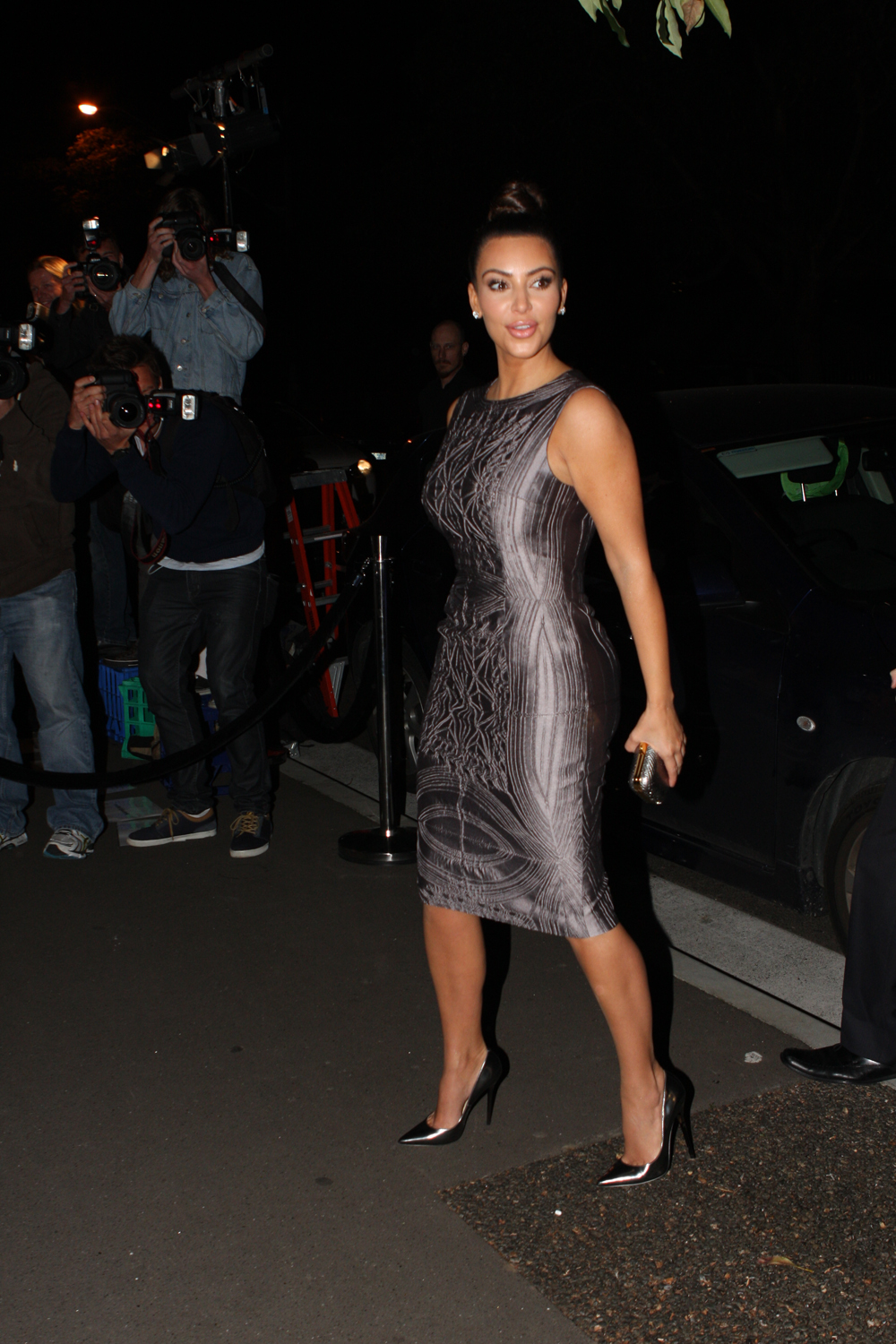
Kim Kardashian à Sydney, en Australie, pour un événement de la chaîne Entertainment Television en 2012.

En 2012, la chaîne Entertainment Television renouvelle la série L'incroyable famille Kardashian pour deux saisons supplémentaires. Elle joue le rôle d'une collègue de travail d'un thérapeute ambitieux dans le film Tentation : Confessions d'une femme mariée, un drame romantique produit, écrit et réalisé par Tyler Perry. Bien que le film ait connu un succès modéré au box-office, les critiques sont négatives et Kardashian remporte le prix de la pire actrice dans un second rôle lors des Razzie Awards.
La jeune femme lance Kim Kardashian: Hollywood, un jeu mobile sur les systèmes d'exploitation iOS et Android, en juin 2014 dont l'objectif est de devenir une célébrité. Le jeu propose un modèle free-to-play, c'est-à-dire que le téléchargement est gratuit, mais que les objets proposés sont payants. Elle prête sa voix à un extraterrestre dans un épisode de la série d'animation American Dad!.
Elle apparaît en couverture du magazine Paper en 2014, photographiée par Jean-Paul Goude. Elle pose nue, de dos, exposant son fessier avec la légende : Break the Internet (« Casse internet »), ce qui suscite de nombreux commentaires aussi bien sur les réseaux sociaux que dans les médias,. Un auteur du magazine Time commente :  
« Contrairement aux précédents nus de célébrités qui représentent la rébellion des femmes contre la société répressive et qui tentent d'abattre les barrières, l'exposition de Kardashian n'est que provocation et fanfaronnade, des images répétitives qui semblent nous offrir une certaine forme de vérité ou de compréhension, mais qui ne servent en réalité qu'à des fins égoïstes. Nous voudrions qu'il y ait quelque chose de plus, une raison ou un contexte, une grande explication qui nous dise ce que c'est que de vivre à notre époque, mais ce n'est pas le cas. Le fessier de Kim Kardashian n'est rien d'autre qu'une promesse vide ». Le site web du magazine Paper est consulté 15,9 millions de fois en une journée, contre 25 000 fois en général.

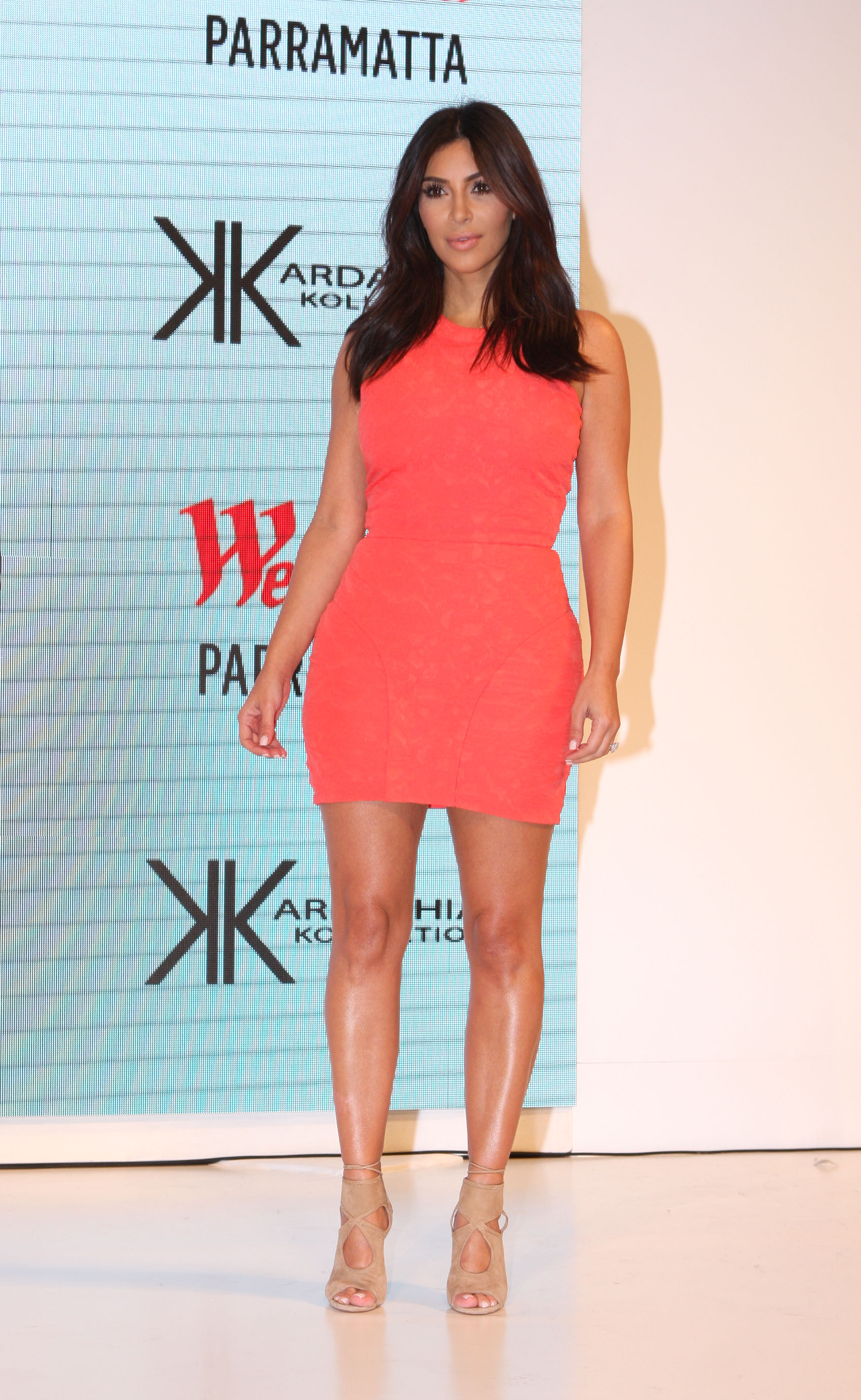
Kim Kardashian en 2014 lors d'un évenement à Sydney en Australie.

En mai 2015, la jeune femme publie un portfolio intitulé Selfish, une collection de 325 pages de photos d'elle-même, recevant un accueil positif de la part des critiques. Cette année-là, elle fait la couverture du numéro d'août du magazine Vogue Espagne et publie un pack d'emoji à son effigie uniquement disponible sous iOS intitulé Kimoji, contraction entre son surnom Kim et emoji,,.
Selon CBC Marketplace et des entretiens avec des experts de la promotion des célébrités, Kim Kardashian serait payée au moins 300 000 dollars pour chaque message qu'elle publie sur les réseaux sociaux afin promouvoir divers produits. Business Insider estime que ses revenus s'élèvent à environ 720 000 dollars par message publié sur Instagram.

### Depuis 2017: Affaires et activités professionnelles
En 2017, Kardashian lance deux marques de beauté et de parfum, KKW Beauty et KKW Fragrance,.
Kardashian et Laverne Cox coproduisent la série de téléréalité Glam Masters, sur la chaine Lifetime dont la première a eu lieu en février 2018. La série de huit épisodes met en scène un certain nombre de blogueurs beauté en herbe qui s'affrontent dans des tâches ; le gagnant reçoit l'opportunité de collaborer avec Kardashian sur une ligne de maquillage pour KKW Beauty et de rejoindre son équipe de glam. Kardashian et la gagnante de la série, Argenis Pinal, créent des bâtons d'ombres à paupières, appelés « Créme Color Sticks ».
La star de téléréalité et ses sœurs font une apparition dans le film Ocean's 8. You Kiddin' Me, une série de caméras cachées est co-produite par Kim Kardashian et Lionsgate Television dont la diffusion se déroule pour la première fois sur Facebook Watch en septembre 2018.
Le 5 avril 2020, le documentaire Kim Kardashian West : The Justice Project est diffusé pour la première fois sur Oxygen, dont elle est la vedette et la productrice exécutive. Il retrace son parcours en faveur d'une réforme de la justice pénale et met en lumière l'incarcération de masse aux États-Unis. Elle fait également une apparition dans le documentaire This is Paris de Paris Hilton sur YouTube,. En décembre 2020, la famille Kardashian-Jenner signent un accord de plusieurs années avec la plateforme Hulu, propriété de Disney,. La première saison de la série Les Kardashian est diffusée en avril 2022 produite par la société britannique Fulwell 73.
Kim Kardashian apparaît dans le documentaire The First Step de Van Jones, qui porte sur la réforme de la justice pénale et dont la première est présentée au festival du film de Tribeca en juin 2021,. Elle participe également aux premiers épisodes de la série de téléréalité de Martha Stewart, Martha Gets Down and Dirty, et de l'émission culinaire de Paris Hilton, Cooking with Paris, sur Discovery+ et Netflix,. Elle interprète le rôle de Delores, un caniche, dans le film d'animation canadien La Pat' Patrouille, le film, sorti en août. Elle anime l'émission Saturday Night Live et dans son monologue, elle se moque de son ex-mari Kanye West, de l'ex-mari de sa mère Caitlyn Jenner, de ses sœurs, d'O. J. Simpson et d'autres personnes,.
Dans le cadre d'un recours collectif intenté contre la société de Cryptomonnaie EthereumMax, alléguant qu'il s'agit d'un système de pump and dump, Kim Kardashian est citée comme partie civile, au même titre que l'ancien boxeur professionnel Floyd Mayweather, Jr., l'ancien joueur de la NBA Paul Pierce et d'autres célébrités, pour avoir fait la promotion du jeton EthereumMax sur les réseaux sociaux,. En octobre 2022, la Commission américaine des opérations de bourse annonce que Kim Kardashian accepte de payer une amende de 1,26 million de dollars, de ne pas promouvoir de crypto-monnaies pendant trois ans et de coopérer à une enquête en cours sans admettre ni nier d'actes répréhensibles pour avoir omis de déclarer avoir reçu un paiement de 250 000 dollars.
La star de téléréalité fonde Skky Partners, une société de capital-investissement, avec un ancien partenaire du Carlyle Group avril 2022. Sa mère, Kris Jenner, est également associée de la société. Elle fait ses débuts de mannequin à la Semaine de la mode de Paris pour la maison de couture Balenciaga, aux côtés de Nicole Kidman, Dua Lipa, Naomi Campbell et Bella Hadid,,. Kim Kardashian et Beats Electronics lancent en collaboration une gamme d'écouteurs sans fil dans une palette de tons de couleur terre inspirée de sa signature minimaliste,. Dans le cadre d'un accord exclusif avec Spotify, elle anime et coproduit un podcast en huit épisodes intitulé The System : The Case of Kevin Keith, présenté pour la première fois en octobre 2022, ce podcast décrit les divergences dans l'affaire Keith, qui est condamné pour un triple homicide en 1994 dans l'Ohio,,.
Kim Kardashian a un rôle dans la douzième saison de la série American Horror Story, aux côtés d'Emma Roberts. La saison est basée sur le roman Delicate Condition de Danielle Valentine,,. Après son role dans la douzième saison de la série American Horror Story, Kim Kardashian rejoint le casting principal dans All's Fair, la nouvelle série juridique de Ryan Murphy.

## Vie privée

### Relations
En 2000, à l'âge de 19 ans, elle se marie avec le producteur de musique Damon Thomas,. Thomas demande le divorce en 2003 et plus tard, Kim Kardashian annonce que leur séparation est due à des abus physiques et émotionnels et déclare qu'elle était sous ecstasy lors de leur cérémonie de mariage. Peu de temps après son divorce, elle est en couple avec le chanteur américain Ray J. La jeune femme sort avec Reggie Bush. Leur relation débute après que Matt Leinart les présente lors des ESPY Awards. Ils se séparent le 27 juillet 2009. Kim Kardashian est également sortie brièvement avec le joueur de NFL Miles Austin en 2010.

Kim Kardashian et Kanye West lors de leur mariage le 24/05/2014 en Italie.

En mai 2011, elle se fiance avec le joueur de NBA Kris Humphries, alors membre des Nets de Brooklyn, qu'elle fréquente depuis octobre 2010. Ils se marient le 20 août à Montecito, en Californie. Une émission spéciale en deux parties montrant les préparatifs et le mariage lui-même est diffusée sur la chaîne Entertainment Television au début du mois d'octobre 2011. Après 72 jours de mariage, elle demande le divorce en invoquant des différences irréconciliables. Plusieurs médias supposent qu'il s'agissait simplement d'un coup de publicité pour promouvoir les projets télévisés de la famille de la jeune femme. Un homme prétendant être son ancien publicitaire, Jonathan Jaxson, prétend également que son mariage éphémère était en fait une mise en scène et un stratagème pour générer de l'argent. Kim Kardashian intente une action en justice contre Jaxson, déclarant que ses affirmations sont fausses, et règle ensuite l'affaire en présentant des excuses de la part de Jaxson. Une pétition largement diffusée demandant la suppression de toutes les émissions liées aux Kardashian à la suite du divorce.
Elle fréquente son ami de longue date, le rappeur Kanye West en avril 2012, alors qu'elle est encore mariée à Humphries. Son divorce est prononcé le 23 juin 2013. Kim Kardashian et Kanye West se fiancent le 21 octobre, date du 33e anniversaire de Kim, et se marient le 24 mai 2014 au Forte di Belvedere à Florence, en Italie. Sa robe de mariée est conçue par Riccardo Tisci de la maison Givenchy, tandis que les robes de certains invités sont réalisées par le designer Michael Costello. Le statut élevé et les carrières respectives du couple ont fait que leur relation fait l'objet d'une forte couverture médiatique ; The New York Times qualifie leur mariage de « blizzard historique de la célébrité ». West déclare que Kim est sa muse. Le couple divorce en janvier 2021 pour le bien être de leurs enfants et la santé mentale de la mère,.
En novembre 2021, elle officialise sa relation avec Pete Davidson. En août 2022, Pete et Kim se sont séparés après neuf mois de relation.

### Santé et grossesses
Elle a eu quatre enfants lors de son mariage avec Kanye West : North (15 juin 2013), Saint (5 décembre 2015), Chicago (15 janvier 2018) et Psalm (10 mai 2019),,,.
La jeune femme évoque publiquement les difficultés qu'elle a rencontrées lors de ses deux premières grossesses. Elle a souffert de prééclampsie lors de sa première grossesse, ce qui l'oblige à accoucher à 34 semaines d'aménorrhées. Durant ces grossesses, elle présente un placenta accreta après l'accouchement et doit finalement subir une intervention chirurgicale pour retirer le placenta et le tissu cicatriciel,. Après sa deuxième grossesse, les médecins lui déconseillent de tomber enceinte à nouveau. Ses troisième et quatrième enfants sont nés par l'intermédiaire de la gestation pour autrui,.
Kim Kardashian souffre de psoriasis.

### Religion
Kim Kardashian est chrétienne et se décrit comme « très religieuse ». Elle a fait ses études dans des écoles chrétiennes de tradition presbytérienne et catholique. En avril 2015, Kardashian et West se rendent dans le quartier arménien de la vieille ville de Jérusalem pour faire baptiser leur fille à la cathédrale Saint-Jacques. Khloé Kardashian est désignée comme marraine. Elle se fait baptiser en même temps que ses enfants, en octobre 2019 lors d'une cérémonie apostolique arménienne au baptistère de la cathédrale d'Etchmiadzin,.

### Fortune
En 2014, sa fortune est estimée à 28 millions de dollars. L'année suivante, Forbes rapporte qu'« elle a gagné plus que jamais cette année, ses revenus ayant augmenté pour atteindre 53 millions de dollars, et qu'elle a monétisé la célébrité mieux que n'importe qui d'autre ». Une grande partie de ses revenus comprend des ventes en gros de la ligne Sears, la Kardashian Kollection, qui lui rapporte 600 millions de dollars ainsi que la ligne de cosmétiques Kardashian Beauty, les produits de bronzage de marque Kardashian, la ligne de boutique DASH, et les posts sponsorisés sur les réseaux sociaux qui valent collectivement entre 300 000 et 500 000 dollars. En juillet 2018, sa fortune se chiffre à 350 millions de dollars américains. Le journal Forbes estime la richesse nette de Kim Kardashian à 1 milliard de dollars américains, le 6 avril 2021.

### Agression à Paris
Le 2 octobre 2016, alors qu'elle assiste à la Semaine de la mode de Paris, elle est victime de vol sous la menace d'une arme à feu dans l'appartement où elle séjourne. Cinq individus, habillés en policiers, l'attachent et la bâillonnent, puis lui volent des bijoux d'une valeur de 10 millions de dollars. Les voleurs sont entrés dans la résidence en menaçant le concierge. Une fois dans la chambre de Kim Kardashian, ils la menacent d'une arme à feu, lui ligotent les poignets et les jambes et lui enroulent du ruban adhésif autour de la bouche en guise de bâillon. Placée dans une baignoire, la jeune femme n'est pas blessée physiquement et implore qu'on lui laisse la vie sauve,. Elle réussit à se libérer des liens en plastique qui lui enserraient les poignets et à appeler à l'aide tandis que les voleurs se sont enfuis. Le 6 octobre, il est révélé que le tournage de la saison de l'incroyable Famille Kardashian est suspendu pour une durée indéterminée à la suite du cambriolage,.
Après l'annonce du vol, plusieurs critiques expriment leur scepticisme quant à une éventuelle mise en scène, certains établissant même une comparaison avec le nageur olympique Ryan Lochte qui prétend avoir été victime d'un vol,. Le 10 octobre, une vidéo est publiée, montrant Kim Kardashian immédiatement après le vol, alors que la police commence l'enquête. Sur cette vidéo, elle se sert du téléphone portable qu'elle déclare volé, et elle ne présente pas de marques après avoir été ligotée par ses ravisseurs, ce qui pose la question d'une mise en scène des événements. Le lendemain, elle engage des poursuites contre plusieurs médias et obtient une injonction de ne pas publier la vidéo, car une enquête policière est en cours,,. Le 25 octobre, elle abandonne les poursuites, ce qui suscite de nouvelles critiques selon lesquelles le vol n'était qu'un stratagème pour attirer l'attention des médias.
Le 9 janvier 2017, la police française place en garde à vue 17 personnes suspectes pour les interroger sur l'affaire. Au cours de l'année, 16 personnes sont arrêtées pour leur implication présumée dans l'affaire. Il est révélé en 2020 que les procureurs français demandent le renvoi en jugement de 12 personnes. Les voleurs qui sont entrés dans la chambre de la victime sont âgés, et la presse les surnomme les « papys voleurs ». En 2021, les suspects attendent toujours d'être jugés et au moins l'un des cinq qui sont entrés dans la chambre de Kim Kardashian est censé ne pas contester les accusations portées contre lui. Le procès s'ouvre le 28 avril 2025 à Paris.
Le 23 mai 2025, un tribunal parisien a reconnu coupables 8 des 10 prévenus ; les deux autres ont été acquittés. Les suspects condamnés ont écopé de peines de prison allant de 3 à 8 ans, mais toutes les peines ont été soit avec sursis, soit couvertes par le temps déjà passé en détention provisoire. Par conséquent, aucun d’entre eux ne purgera de peine supplémentaire.
Kim Kardashian a témoigné à la mi-mai, décrivant avec émotion son calvaire et déclarant qu’elle avait craint pour sa vie. Elle a publié une déclaration après le verdict, exprimant sa profonde gratitude envers les autorités françaises, reconnaissant le traumatisme durable, faisant preuve de pardon, et réaffirmant son engagement en faveur de la justice et de la réforme.
Ce verdict marque la clôture officielle de l’affaire sur le plan juridique, près d’une décennie après le braquage de 2016, bien que certains objets volés restent introuvables, notamment la célèbre bague estimée à 4 millions de dollars.

## Prises de position et politique

### Militantisme
Lors d'une interview avec le journal GQ pour le numéro de juillet 2016, Kim Kardashian se décrit comme démocrate et soutient Hillary Clinton lors de l'élection présidentielle américaine de 2016,. En janvier 2017, elle publie, sur Twitter, un tableau de statistiques montrant que la violence armée aux États-Unis tue 11 737 personnes par an, tandis que le terrorisme aux États-Unis tue 14 personnes par an. Cette publication est mentionnée par la Royal Statistical Society lors de ses statistiques internationales de l'année pour 2017.
Lors d'un voyage en Ouganda en octobre 2018, elle et son mari rencontrent le président Yoweri Museveni. Après une conférence de presse, West évoque le tourisme en Ouganda. Leur rencontre avec le président est critiquée en raison de son statut de dictateur et de sa récente répression de l'opposition et de la communauté LGBT ougandaise,.

### Reconnaissance du génocide arménien

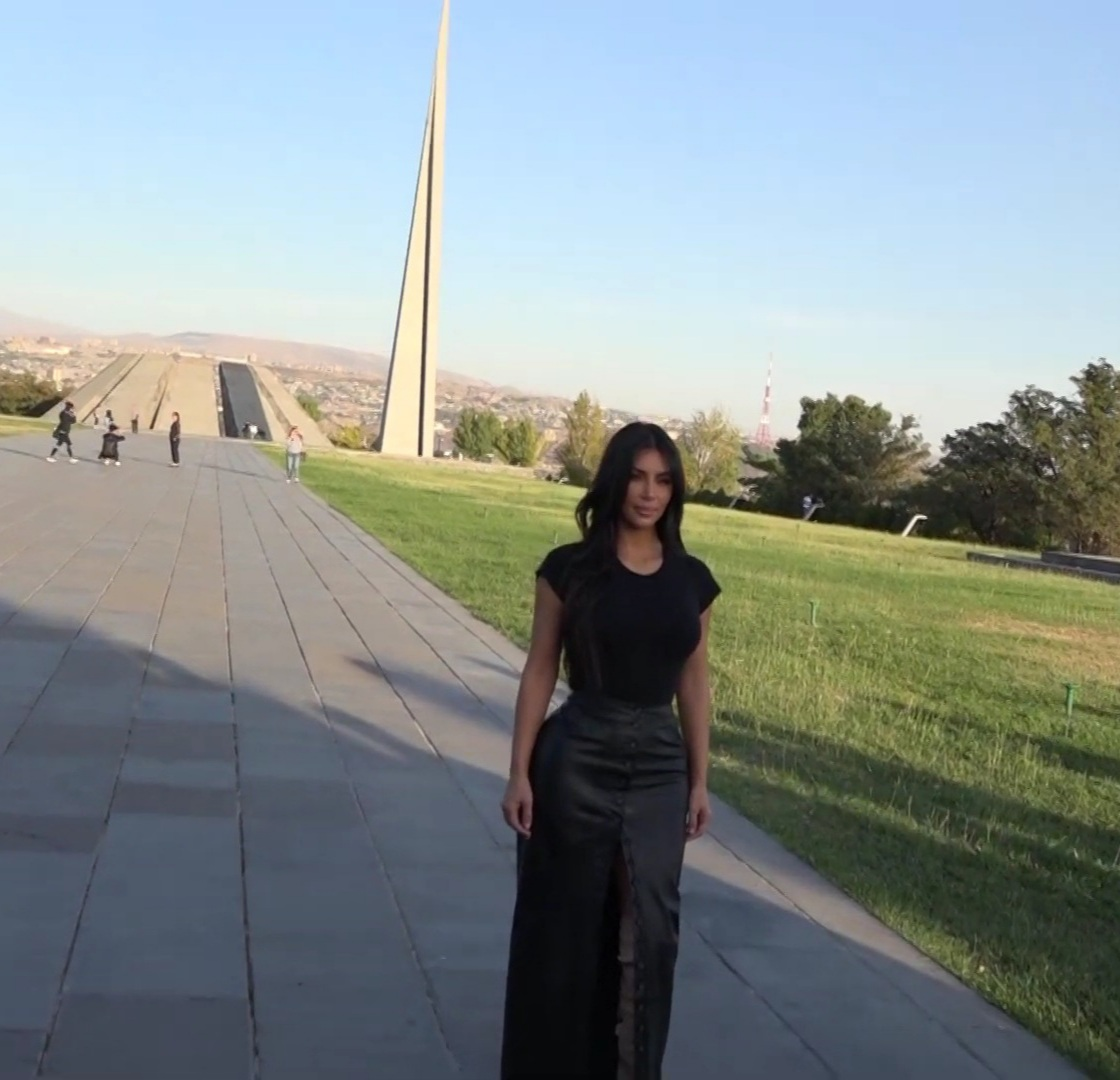
Kim Kardashian devant le mémorial du Génocide Arménien à Erevan.

Kim Kardashian est fière de ses origines arméniennes et écossaises. Elle n'est citoyenne ni de l'Arménie ni du Royaume-Uni et ne parle pas l'arménien. Elle défend la reconnaissance du génocide arménien à de nombreuses reprises et encourage le président Barack Obama et le gouvernement fédéral des États-Unis à le faire. En avril 2016, elle publie sur son site web un article condamnant le Wall Street Journal pour avoir diffusé une publicité niant le génocide arménien. Elle remercie Joe Biden pour avoir officiellement reconnu le génocide arménien, devenant ainsi le premier président des États-Unis à le faire,.
Elle se rend en Arménie avec son mari, sa sœur Khloé et sa fille aînée et est allée visiter le mémorial du génocide arménien, Tsitsernakaberd, à Erevan en 2015. Le 10 octobre 2020, Kim Kardashian annonce qu'elle fait don d'un million de dollars à une organisation humanitaire qui soutient le développement de l'Arménie.

### Réforme des prisons et plaidoyer en faveur de la grâce

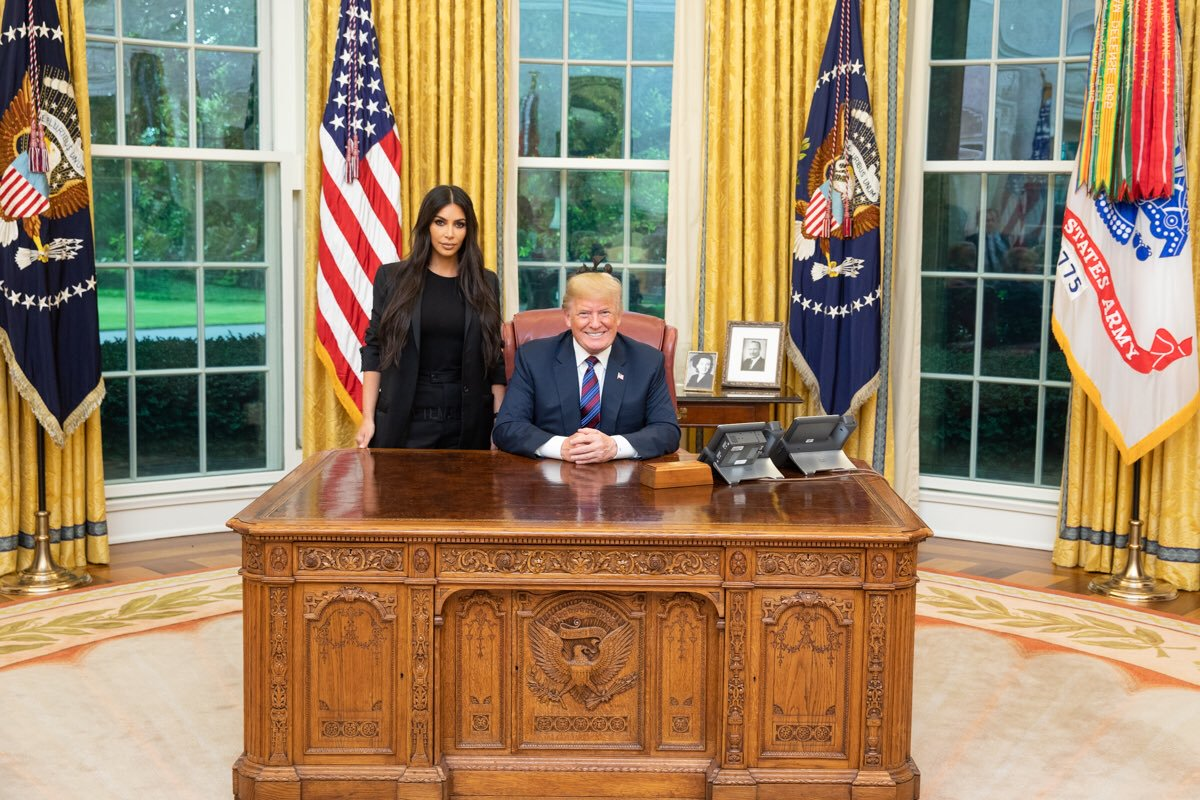
Kim Kardashian aux côtés de Donald Trump à la Maison Blanche en 2018.

En avril 2019, Vogue annonce que Kim Kardashian étudie pour passer l'examen du barreau. Elle déclare avoir échoué plusieurs fois à l'examen de première année de droit (le baby bar), ses résultats étant « légèrement moins bons » que lors de sa première tentative. En décembre 2021, elle réussit l'examen lors de sa quatrième tentative.
Kim Kardashian œuvre dans le domaine de la réforme des prisons, en plaidant pour la réduction de la peine de Chris Young et d'Alice Marie Johnson, une femme condamnée à la prison à vie pour un premier délit lié à la drogue alors qu'elle était à la tête d'un important réseau de cocaïne dans le Tennessee et dont Donald Trump lui accorde la grâce en juin 2018,. Avec Van Jones et Jared Kushner, elle contribue à persuader le président Trump de soutenir la loi First Step, qui met en place des réformes majeures dans le système carcéral américain. Van Jones déclare plus tard que sans Kim Kardashian, la loi n'aurait jamais été adoptée car elle n'aurait pas reçu le soutien du président. La loi est ensuite adoptée par une large majorité au Sénat américain,.

En 2019, elle a largement financé la campagne 90 Days to Freedom, une initiative des avocats Brittany K. Barnett et MiAngel Cody visant à libérer des condamnés à perpétuité non violents ayant commis des infractions à la législation sur les stupéfiants. L'effort aboutit à la libération de 17 personnes en vertu des dispositions de la loi First Step Act. Kim Kardashian est largement reconnue pour le succès de la campagne dans les titres des médias. Les commentaires sur sa participation vont de l'éloge aux allégations qu'il s'agisse d'un coup de publicité, en passant par des accusations selon lesquelles elle s'attribue le mérite d'un travail qu'elle n'avait pas fait. Dans un message publié sur Facebook, Barnett commente « la nature divisée et sous-financée de l'espace de réforme de la justice pénale. Kim s'est jointe à nous pour nous soutenir lorsque des fondations nous ont refusés. Nos clients, leurs familles et nous-mêmes avons beaucoup d'amour pour elle et lui sommes profondément reconnaissants ».

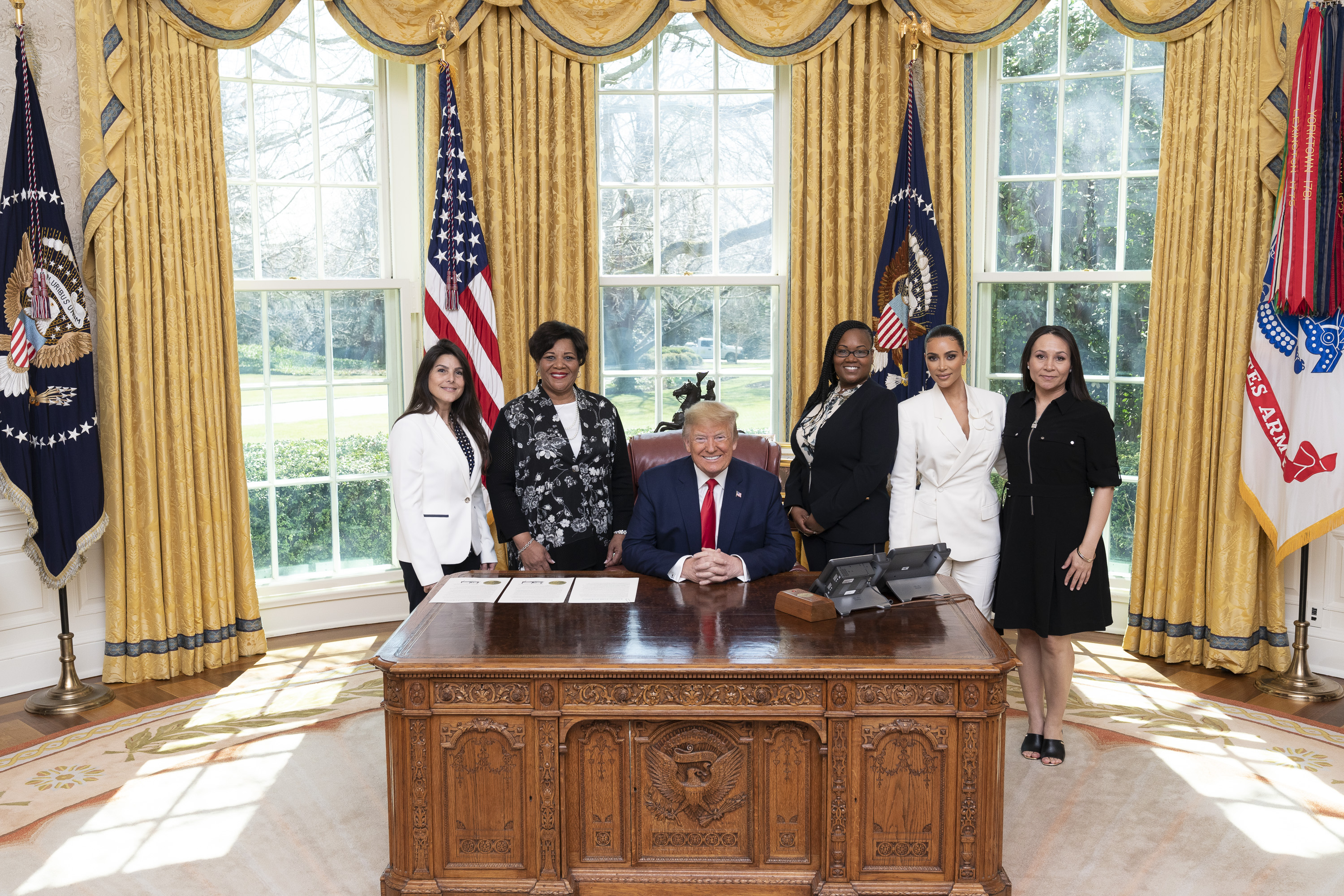
Donald Trump entouré de Kim Kardashian et de femmes défenseurs de la réforme de la grâce.

La jeune femme plaide pour la clémence de Melissa Lucio, la seule femme d'origine hispanique dans le couloir de la mort au Texas. Dans une série de tweets, elle déclare : « J'ai récemment pris connaissance du cas de Melissa Lucio et je voulais partager son histoire avec vous. Elle est dans le couloir de la mort depuis plus de 14 ans pour la mort de sa fille dans un accident tragique. Elle est dans le couloir de la mort pour avoir abusé et tué sa fille, âgée de deux ans ». Kim Kardashian supprime ses messages et apprend que Lucio est libérée quelques jours après sa série de messages.
Kim Kardashian exprime son soutien et demande la libération du rappeur Gunna, qui est emprisonné sans caution, accusé d'avoir violé la loi sur les organisations influencées par le racket et la corruption (Racketeer Influenced and Corrupt Organizations Act). Toutefois, en octobre 2022, le rappeur s'est vu refuser une nouvelle fois sa libération avant son procès. En décembre, il plaide coupable d'une seule accusation de racket et est condamné à cinq ans de prison, dont un an commué en période d'emprisonnement et le reste de la peine suspendu sous réserve de conditions. Il est rapidement sorti de prison et est condamné à effectuer 500 heures de travaux d'intérêt général.

## Polémiques
En 2013, Kim Kardashian, qui souhaite aider les Philippines après le passage du typhon Haiyan, organise une vente de vêtements et d'accessoires sur le site marchand EBay. Les gains de cette charité devaient initialement revenir en intégralité à une association de victimes du typhon. Cependant, la star de téléréalité ne reverse que 10 % des gains ; sur 200 000 dollars récoltés, l'association ne perçoit que 20 000 dollars,.
La star de téléréalité choque les internautes en racontant qu'elle a suivi des régimes alors qu'elle n'avait que 13 ans, en 1993. Son premier régime était celui de la soupe aux choux, composé uniquement de soupes et d'eau.
En mars 2016, elle poste sur Instagram un selfie d'elle-même dont la poitrine et les parties génitales sont masquées par deux bandes noires. De nombreux internautes ainsi que des célébrités s'indignent devant ce selfie. En guise de réponse, elle poste un nouveau selfie, seins nus masqués par une bande noire, aux côtés de l'actrice et mannequin américaine Emily Ratajkowski et en levant leur majeurs.
La jeune femme dévoile sur les réseaux sociaux, un appel passé entre le rappeur Kanye West et la chanteuse Taylor Swift. West explique à Swift vouloir utiliser son nom pour une chanson et cette dernière accepte. Dans les paroles, le rappeur évoque la chanteuse et indique l'avoir rendue célèbre,. La chanteuse réfute ces allégations lors de la cérémonie des Grammy Awards,. En 2020, la vidéo intégrale de l'appel fuite et le rappeur est accusé de mensonges envers la chanteuse qui n'était pas au courant de cette chanson.

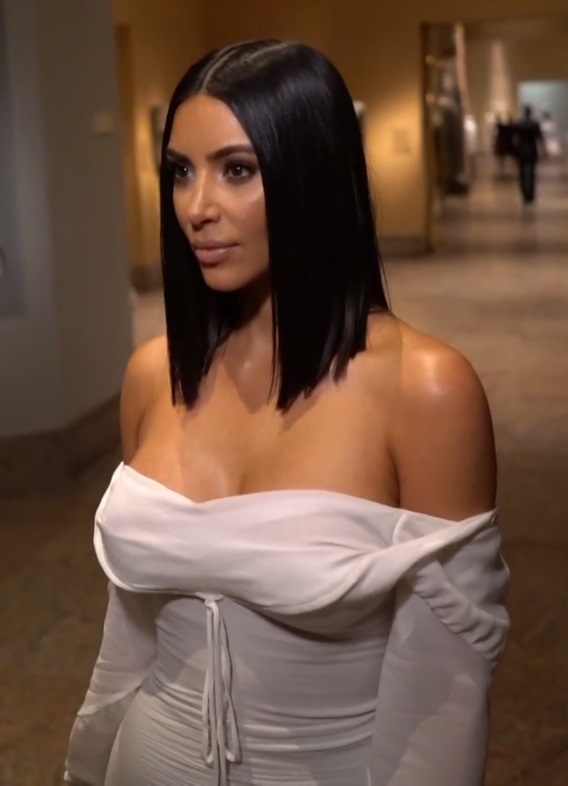
Kim Kardashian lors du Met Gala 2017

En 2017, elle est accusée de consommer de la cocaïne lorsqu'elle publie une vidéo dans laquelle on peut voir des rangées de poudre blanche en arrière-plan sur une table en marbre. Rapidement, elle nie qu'il s'agit de drogue et déclare sur les réseaux sociaux qu'il s'agit de sucre : « Je n'écoute pas ce genre de ragots, alors je vais en finir rapidement. C'est du sucre de nos bonbons Dylan's Candy Shop ».
La même année, elle suscite la controverse en célébrant sa perte de poids après avoir attrapé la grippe, comparant la maladie à un régime incroyable, ses fans l'accusent de promouvoir l'anorexie,.
En 2019, Kim Kardashian organise la fête prénatale de son quatrième enfant avec des produits à base de cannabidiol, une substance dérivée du cannabis,. Outre des produits cosmétiques tels que des huiles et des sels de bain, le cannabis est également la matière première d'une fontaine à chocolat. Dans ses stories Instagram, la femme d'affaires montre qu'elle possède une plantation de cannabis dans sa propriété.
Lorsqu'elle annonce le nom de la nouvelle gamme de sous-vêtements, Kimono Solutionwear, résultant d'une contraction entre son nom et l'habit traditionnel japonais, la star de téléréalité est fortement critiquée pour le nom de la marque, qui, selon ses détracteurs, manque de respect à l'égard de la culture japonaise, et ignore la signification de ce vêtement traditionnel, étant également accusée d'appropriation culturelle. À la suite du lancement de la gamme, le hashtag #KimOhNo est apparu sur Twitter et le maire de Kyoto adresse une lettre à Kim Kardashian pour lui demander de reconsidérer la marque Kimono. En réponse, elle annonce rebaptiser sa marque en Skims,.
Elle décide de porter une robe de Marilyn Monroe au Met Gala. Pour entrer dans la robe, elle doit suivre un régime strict : elle a perdu environ 8 kg en un mois pour porter la robe et utilise une astuce controversée pour accélérer le processus : une combinaison de sudation,. Mais comme le processus est malsain, elle dit qu'elle ne peut pas bouger ses mains parce qu'elle avait perdu tant de poids si rapidement que cela entraîne une crise douloureuse de son psoriasis. Après le gala, des photos de la robe fuitent sur les réseaux sociaux, montrant que la star de téléréalité l'a abîmée,.
Lors d'une interview pour le magazine Variety, la jeune femme donne un conseil pour devenir une femme d'affaires : « J’ai les meilleurs conseils pour devenir une femme d’affaires. Lève ton putain de cul et travaille. Il semble que personne ne veuille travailler de nos jours »,. Ces propos, sortis de leur contexte, créent la polémique et la star de téléréalité s'excuse lors de l'émission Good Morning America,.
La star américaine est poursuivie en justice par la fondation Judd en 2024 pour possession de contrefaçon de meubles du designer Donald Judd.

## Distinctions
La star de téléréalité remporte onze récompenses dont 5 Teen Choice Awards,,,,, pour son émission familiale de téléréalité, 1 Razzie Awards, 2 People's Choice Awards,, 1 Glamour awards et 2 CFDA,.

## Discographie

### Singles
| Titre            | Année | Meilleur classement | Meilleur classement | Album  |
| Titre            | Année | US                  | US Heat.            | Album  |
| ---------------- | ----- | ------------------- | ------------------- | ------ |
| Jam (Turn It Up) | 2011  | —                   | 21                  | Single |

### Vidéoclip
| Titre                      | Année | Notes                                                                        |
| -------------------------- | ----- | ---------------------------------------------------------------------------- |
| Thnks fr th Mmrs           | 2007  | participation au clip de Fall Out Boy                                        |
| Jam (Turn It Up)           | 2011  | interprète                                                                   |
| Bound 2                    | 2013  | participation au clip de Kanye West                                          |
| M.I.L.F. $                 | 2016  | participation au clip de Fergie                                              |
| Wolves                     | 2016  | participation au clip de Kanye West                                          |
| B.F.A. (Best Friend's Ass) | 2019  | participation au clip de Dimitri Vegas & Like Mike aux côtés de Paris Hilton |

## Filmographie

### Émissions
- 2007-2021 : L'Incroyable Famille Kardashian (Keeping Up with the Kardashian) (série télévisée) : elle-même
- 2008 : Dancing with the Stars 7 (série télévisée) : elle-même
- 2009-2010, 2013-présent : Les Sœurs Kardashian à Miami (série télévisée) : elle-même
- 2011-2012 : Les Kardashian à New-York : elle-même
- 2013 : Les Anges 5 : Welcome To Florida (série télévisée) : elle-même (marraine et Guest)
- 2014 : Les soeurs Kardashian dans les Hamptons : elle-même
- 2015 : I Am Cait : elle-même
- 2017 : Life Of Kylie : elle-même
- Depuis 2022 : Les Kardashian : elle-même

### Cinéma
- 2008 : Film catastrophe (Disaster Movie) : Lisa
- 2009 : Deep in the Valley : Summa Eve
- 2013 : Tentation : Confession d'une femme mariée (Temptation : Confessions of a Marriage Counsellor) : Ava
- 2018 : Ocean's 8 de Gary Ross : elle-même
- 2023 : La Pat' Patrouille : La Super Patrouille, le film (PAW Patrol: The Mighty Movie) de Cal Brunker : Delores (voix)

### Télévision
- 2009 : Alligator Boots : Princesse Leia
- 2009 : Beyond the Break (série télévisée) : elle-même
- 2009 : Brothers (série télévisée) : Kim Kardashian
- 2009 : Les Experts : Manhattan (CSI : Manhattan) (série télévisée) : Debbie Fallon
- 2009 : Makaha Surf (série télévisée) : elle-même
- 2009 : How I Met Your Mother : elle-même (saison 4, épisode 12)
- 2010 : 90210 (série télévisée) : elle-même (Invitée spéciale avec Khloé)
- 2012 : Last Man Standing (série télévisée) : elle-même
- 2012 : 30 Rock (série télévisée) : elle-même
- 2012 : Drop Dead Diva (série télévisée) : Nikki Lepree
- 2014 : 2 Broke Girls (série télévisée) : elle-même
- 2023 - 2024 : American Horror Story: Delicate (série télévisée) : Siobhan Corbyn (principale)
- 2025 : All's Fair (série télévisée) : Allura Grant (principale)